# Emäsalo
Emäsalo (en sueco: Emsalö) es una isla y un pueblo en la ciudad de Porvoo en el sur de Finlandia. La población es de aproximadamente 400 personas, pero durante el verano, la gente de todas partes del mundo vienen a pasar sus vacaciones en casas de verano en la isla. La mayoría de la población son finlandeses de habla sueca.
La isla cuenta con un puente conectado a la parte continental de Finlandia desde 1992.
Emäsalo se divide en cuatro aldeas, Emsalö By, Orrby, Bengstby y Varlax. En el pueblo más grande, Bengstby, hay una pequeña tienda de comestibles y una oficina de correos. En Varlax hay una estación de monitoreo del clima y el mar.